# داكاربزين
داكاربزين (بالإنجليزية: Dacarbazine) أو ما يعرف بإميدازول كاربوكساميد وهو علاج كيميائي يستخدم لعلاج الورم الميلانيني ولمفوما هودجكن، يستخدم مع دواء فينبلاستين، بليومايسين ودوكسوربيوسين لعلاج لمفوما هودجكن، يعطى بشكل حقنة وريدية.
أكثر الآثار الجانبية شيوعا: فقدان في الشهية، قيء، نقص في عدد كريات الدم البيضاء، أما الآثار الجانبية الأكثر خطورة تتضمن ما يلي: مشاكل في الكبد، تفاعلات تحسسية، لم يتضح أمانه على الجنين في مرحلة الحمل وهو مركب يقوم بعملية ألكلة من عائلة نظائر البيورين.
تم الموافقة على الاستخدام الطبي لدواء داكاربزين في الولايات المتحدة عام 1975 وهو مصنف ضمن منظمة الصحة العالمية للأدوية الأساسية، الأدوية الأكثر فعالية وأمانا الضرورية لصحة الجسم، وتبلغ قيمة المبيعات في البلدان النامية حوالي 7.45 إلى 18.24 دولارا أمريكيا لكل عبوة سعتها 200 mg أما في المملكة المتحدة فيبلغ سعر الجرعة حسب الخدمات الصحية الوطنية حوالي 7.5 جنيه. .

## الاستخدامات الطبية
حتى منتصف عام 2006 كان دواء دكاربزين الأكثر شيوعا كدواء يستخدم وحده لعلاج الورم الميلانيني المهاجر، وهو جزء من الجرعة الكيميائية المعروفة ب إي بي في دي ABVD لعلاج لمفوما هودجكن ومن الجرعة مايد MAID لعلاج سرطان الأنسجة. وقد أثبت دواء دكاربزين فعالية مشابهة لدواء بروكاربزين في التجارب الألمانية على لمفوما هودجكن عند الأطفال، بدون آثار جانبية تشويهية على الأجنة
ولهذا تم استبدال جرعة COPP لعلاج TG2 و 3 للأطفال بجرعة COPDAC وذلك حسب OEPA .

## الآثار الجانبية
كمعظم الأدوية الكيماوية الأخرى، لدواء دكاربزين العديد من الآثار الجانبية لأنه يؤثر على نمو الخلايا السليمة والسرطانية على حد سواء. ومن ضمن الآثار الجانبية الأكثر خطورة هي التشوهات الخلقية عند الأطفال الذين حدث الحمل بهم خلال فترة العلاج، العقم والذي قد يكون دائما، انخفاض قدرة جهاز المناعة في الدفاع ضد الالتهابات والأمراض، ويعتبر دواء دكاربزين من الأدوية المحفزة للقيء بشدة، ولهذا يتم إعطاء المرض لدواء ديكساميثازون ومضاد للقيء مثل مثبطات السيروتونين (اوندرسترون) قبل البدء باستخدام الدواء، وقد يتم إعطاء مثبطات نيوروكينين 1 NK ، مثل ابريبيتانت، قد تظهر بعض الآثار الجانبية الأخرى كالصداع، تعب، إسهال في بعض الأحيان.
كما أن المجلس الوطني السويدي للصحة والرفاهية أرسل توصيات واقترح وضع تحذير العلبة الأسود لتجنب دواء دكاربزين نظرا لأثره على الكبد.

## آلية العمل
يعمل دواء داكاربزين من خلال إضافة ميثل إلى الغوانين في الموقع 6-O أو على الموقع 7-N ومن المعروف أن الغوانين هو أحد الحموض النكليوتيدية الأربعة، وبالتالي فإن عمل إضافة الميثل سيمنع انفصال خيوط الدنا خلال عملية انقسام الخلية، وبالتالي سيؤثر على الخلايا السرطانية أكثر من السليمة ذلك لأن انقسامها أسرع، لكن لسوء الحظ فإن بعض الخلايا السليمة في الجسم يمكن أن تتأثر أيضا.
يتم تحويل دكاربزين إلى مركب فعال حيويا في الكبد بعملية نزع ميثل إلى مركب MTIC ثم إلى دايازوميثان والذي بدوره يقوم بعملية الألكلة.

## تصنيعه

Shealy et al., J. Org. Chem. 27, 2150 (1962); Hano et al., Gann 59, 207 (1968), C.A. 69, 42527g (1968).

## تاريخ
تم تطوير دواء دكاربزين بواسطة الدكتور فولمر شيلي في مؤسسة الجنوب للأبحاث في بيرمنغهام، ألاباما، وتم تمويل البحث في الولايات المتحدة من قبل الاتحاد الفيدرالي، وحصل على الموافقة من قبل مؤسسة الغذاء والدواء في أيار عام 1975، وتم تسويقه من قبل شركة باير.

## المزودون
استمرت شركة باير بإنتاج الدواء، ثم أصبح هناك شركات أخرى مثل شركة اب APP ، بيدفورد Befford ، ماين فارما والمعروفة حاليا باسم هوسبيرا Hospira ، وشركة تيفا Teva تنتج أشكالا من هذا الدواء بأسماء تجارية أخرى.